# تیم ملی فوتبال زنان برونئی
تیم ملی فوتبال زنان برونئی (انگلیسی: Brunei women's national football team) نماینده فوتبال زنان این کشور در رده ملی است و تحت نظارت فدراسیون فوتبال برونئی قرار دارد.